# カリル・ベル
カリル・ベル（Kahlil Bell 1986年12月10日- ）はカリフォルニア州サンタローザ出身の元アメリカンフットボール選手。NFLのシカゴ・ベアーズ、ニューヨーク・ジェッツ、グリーンベイ・パッカーズに所属していた。現役時代のポジションはランニングバック。

## 経歴
高校時代はランニングバック及びディフェンシブバックとしてプレーした。UCLAに入学、2005年には、第3テイルバック及びリターナーを務めた。2006年には、足首の怪我のため、7試合の出場にとどまった。2007年には、わずか8試合の出場ながら、142回のキャリーでチームトップの795ヤード（平均5.6ヤード）、5TDをあげた。この年のスタンフォード大学戦では195ヤードを走った。2008年には先発9試合を含む10試合に出場、7TDをあげた。
2009年4月27日、ドラフト外フリーエージェントでミネソタ・バイキングスと契約したが、8月16日にウェーバーされた。同年9月16日、シカゴ・ベアーズとプラクティス・スクワッドとして契約、11月20日に故障者リスト入りするギャレット・ウルフと入れ替えで、アクティブロースター入りした。11月22日のフィラデルフィア・イーグルスとのサンデーナイトフットボールでNFLデビュー、その試合の最初のキャリーで72ヤードを獲得、これは近代NFLにおける記録であった。
2011年12月18日のシアトル・シーホークス戦でNFL初TDをあげた。マット・フォーテイ、マリオン・バーバーが故障した後、第16週のグリーンベイ・パッカーズ戦、第17週のミネソタ・バイキングス戦ではアーマンド・アレンとの争いに勝ち、先発出場した。パッカーズ戦では23回のランで123ヤード、4回のレシーブで38ヤードを獲得、控えQBのジョシュ・マカウンと共にその試合のオフェンスで400ヤード以上を獲得した。
シーズン終了後、制限付きフリーエージェントとなった彼は、2012年4月、ベアーズと1年126万ドルの契約を結んだ。同年8月に70万ドルへのサラリーカットを拒否し、8月23日にウェーバーされた。その後第2週のグリーンベイ・パッカーズ戦でフォーテイが負傷したことから、9月15日再契約を果たした。その後ベアーズがタイトエンドのブロディ・エルドリッジを獲得した際にチームから解雇され。11月13日にビラル・パウエル、ジョー・マクナイトが負傷中のニューヨーク・ジェッツと契約を結んだが、12月11日、ワイドレシーバーの補強を必要としたジェッツがブレイロン・エドワーズを獲得する際、解雇された。12月18日、故障者リスト入りしたマイケル・ブッシュの代わりにシカゴ・ベアーズに復帰した。
2012年シーズン終了後、フリーエージェントとなっていたが、2013年8月11日、足を骨折したジョン・グリフィンの代わりにニューヨーク・ジェッツと契約を結んだが、9月1日に解雇された。12月2日、グリーンベイ・パッカーズと契約を結んだ。